# Roman (Eure)
Roman foi uma antiga comuna francesa na região administrativa da Normandia, no departamento de Eure. Estendia-se por uma área de 14,87 km². Em 2010 a comuna tinha 280 habitantes (densidade: 18,8 hab./km²).
Em 1 de janeiro de 2019, passou a formar parte da nova comuna de Mesnils-sur-Iton.